# Oxycarenus
Oxycarenus is een geslacht van wantsen uit de familie van de bodemwantsen (Lygaeidae). De wetenschappelijke naam werd gepubliceerd in 1837 door Franz Xaver Fieber.

## Soorten
Het geslacht omvat de volgende soorten:

- Oxycarenus longiceps Wagner, 1955
- Oxycarenus proximus Walker, 1872

Subgenus Euoxycarenus Samy, 1969
- Oxycarenus pallens (Herrich-Schäffer, 1850)

Subgenus Oxycarenus Fieber, 1837
- Oxycarenus arctatus (Walker, 1872)
- Oxycarenus bicolor Fieber, 1851
- Oxycarenus cruciatus Linnavuori, 1978
- Oxycarenus gossypii Horvath, 1926
- Oxycarenus hsiaoi Pericart
- Oxycarenus hyalinipennis (A. Costa, 1843)
- Oxycarenus lacteus Kiritshenko, 1914
- Oxycarenus laetus Kirby, 1891
- Oxycarenus latericius Kiritshenko, 1914
- Oxycarenus lavaterae (Fabricius, 1787)
- Oxycarenus luctuosus (Montrouzier, 1861)
- Oxycarenus lugubris (Motschulsky, 1859)
- Oxycarenus rubrothoracicus Zheng, Zou & Hsiao, 1979
- Oxycarenus westraliensis Malipatil, 1987
- Oxycarenus zavattarii Mancini, 1939

Subgenus Pseudoxycarenus Samy, 1969
- Oxycarenus modestus (Fallén, 1829)